# Michael Stevens

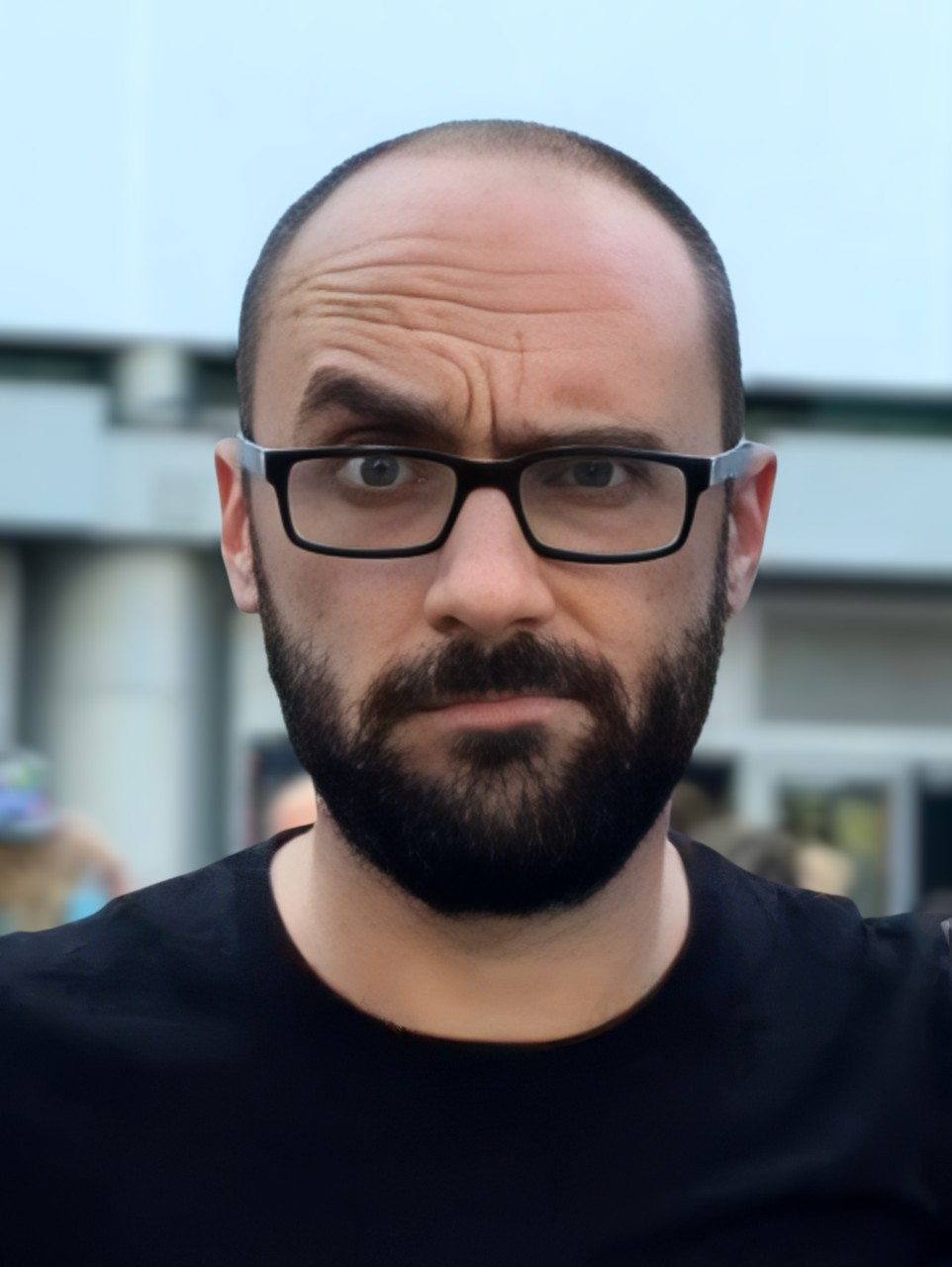
Michael Stevens (2016)

Michael David Stevens (* 23. Januar 1986 in Kansas City, Missouri) ist ein US-amerikanischer Webvideoproduzent und Betreiber des YouTube-Kanals Vsauce, welcher Videos über physiologische, philosophische und wissenschaftliche Themen beinhaltet.

## Frühe Jahre und Ausbildung
Stevens wurde am 23. Januar 1986 in Kansas City in Missouri geboren. Seine Mutter arbeitete als Hilfslehrerin und sein Vater als Chemieingenieur. Seine Familie zog 1991 nach Stilwell um. Stevens studierte an der Universität von Chicago, wo er sowohl einen Bachelor in Psychologie als auch einen Bachelor in Englischer Literatur erwarb. Zusätzlich besuchte er auf der Universität auch Theaterkurse, in denen er die Schauspielkunst und das Führen von Regie erlernte. Sein Psychologieprofessor übte einen großen Einfluss auf Michael Stevens aus, und er fand erstmals Interesse an dem Themengebiet. Seine grundlegenden Fähigkeiten in Videobearbeitung hat er sich größtenteils selbst beigebracht. Das Team des YouTube-Kanals Barely Political hat ihm, in weiterer Folge, zusätzliche Tipps über die Bearbeitung und das Veröffentlichen von Videos auf YouTube gegeben.
Die Informationen, die er mit seinen Videos an sein Publikum weitergibt, erwirbt er laufend durch Onlinerecherchen, Bücher und Gespräche mit diversen Experten. Die Quellen, die Michael Stevens für seine Videos benutzt, überprüft er meist mit mehreren Materialien oder direkt mit Experten. Falls er nach einer Veröffentlichung auf Fehler aufmerksam gemacht wird, werden diese sofort ausgebessert und das Video mit der verbesserten Version neu veröffentlicht.

## YouTube-Karriere
Stevens hat sein erstes Video im Jahr 2007 für eine Lehrveranstaltung in seinem College erstellt. Das Video ist eine Horrorparodie des Trailers zum Film Ferris macht blau. Die Idee des Videos entstammt einem Parodie-Trailer zum Film Shining. Nachdem Michael Stevens dieses Video gesehen hatte, erkannte er, dass man mittels YouTube-Videos sehr interessante und zum Nachdenken anregende Werke erstellen kann.
Nach seinen ersten Erfolgen auf YouTube erstellte Stevens 2007 den Kanal „CamPain2008“. Dieser beinhaltet bearbeitete Videos zu diversen Politikern der USA.
Nachdem Ben Relles vom YouTube-Kanal Barely Political auf Stevens’ Videos aufmerksam wurde, luden sie ihn ein für den größeren Kanal in New York City zu arbeiten. Diese Gelegenheit nahm er wahr und zog nach New York. Bei diesem YouTube-Unternehmen produzierte er Videos, in welchen er auch erstmals selbst mitspielte.

### Vsauce
Schließlich beschloss er, sich von Barely Political zu trennen und wieder einen eigenen YouTube-Kanal namens Vsauce zu erstellen. Mit Serien wie IMG und vor allem Videos über Videospiele entwickelte er langsam ein Publikum. Stevens produzierte immer mehr Werke, welche philosophische und psychologische Themen ansprachen.
Schlussendlich erstellte er mit Vsauce2 Ende 2010 einen zweiten Kanal, welcher in erster Linie die ursprünglichen Inhalte von Vsauce weiterhin veröffentlicht. Dieser Kanal wurde schließlich von Kevin Lieber übernommen.
Im September 2012 wurde ein weiterer Kanal unter dem Namen Vsauce3 erstellt und von Jake Roper betreut. Dieser behandelt vor allem Fakten und fiktive Überlegungen über Videospiele.